# Soursac

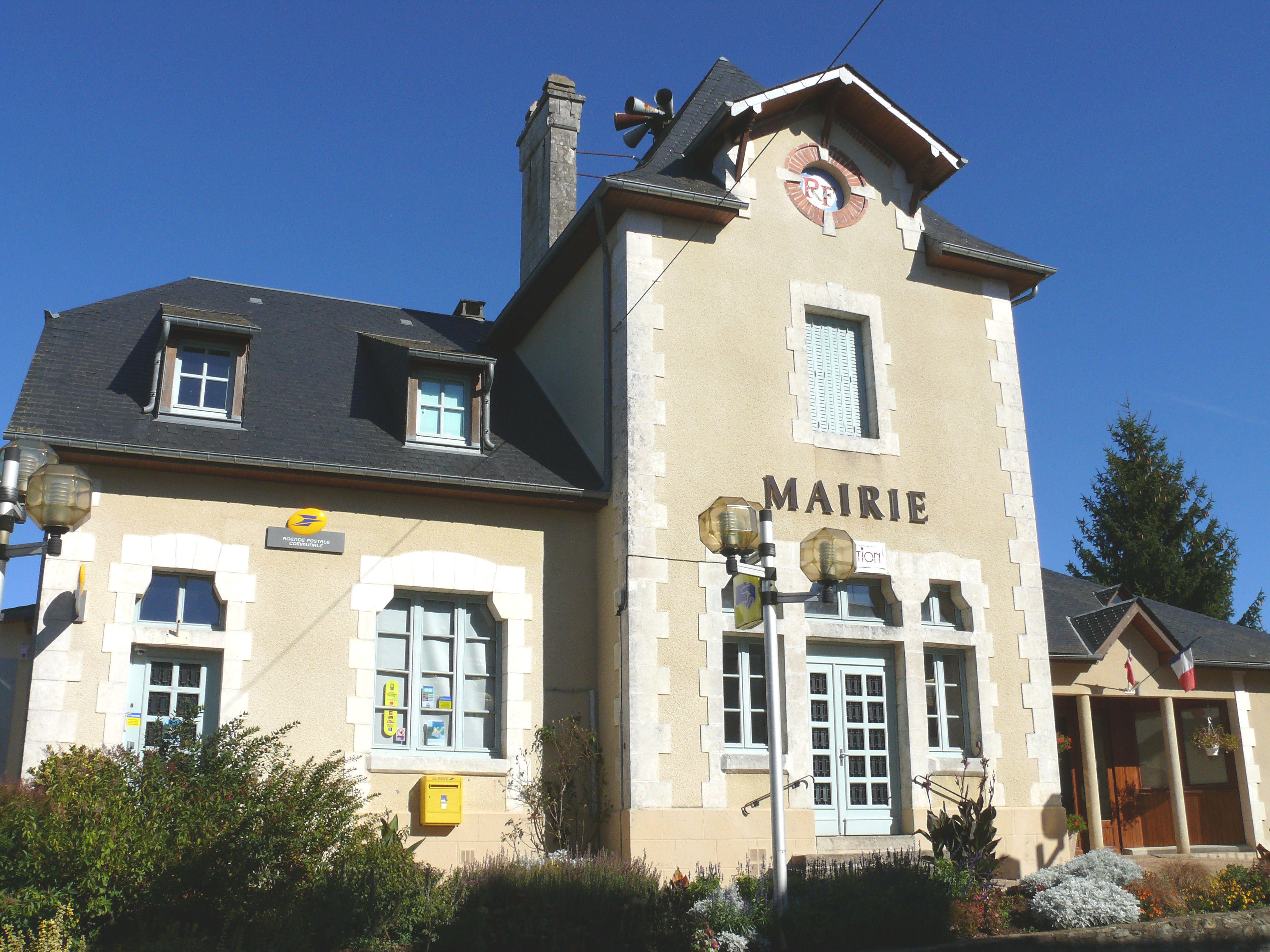
Ratusz w Soursac, 2010

Soursac – miejscowość i gmina we Francji, w regionie Nowa Akwitania, w departamencie Corrèze.
Według danych na rok 1990 gminę zamieszkiwało 569 osób, a gęstość zaludnienia wynosiła 13 osób/km² (wśród 747 gmin Limousin Soursac plasuje się na 227. miejscu pod względem liczby ludności, natomiast pod względem powierzchni na miejscu 58.).